# Traveling Wilburys
Traveling Wilburys (транскр. Травелинг Вилбериз), скраћено Wilburys, била је енглеско-америчка музичка супергрупа коју су чинили Џорџ Харисон, Џеф Лин, Том Пети, Боб Дилан и Рој Орбисон. Група је основана 1988. године када су се музичари окупили да сниме бонус песму за Харисонов албум. Издали су два студијска албума: Traveling Wilburys Vol. 1 (познате песме са албума „Handle with Care” и „End of the Line”) и Traveling Wilburys Vol. 3. Група је добитник награде Греми за најбоље рок извођење дуета или групе са вокалом.

## Дискографија

### Студијски албуми
- (1988)
- (1990)